# Adriers

Adriers este o comună în departamentul Vienne, Franța. În 2009 avea o populație de 729 de locuitori.